# Euouae

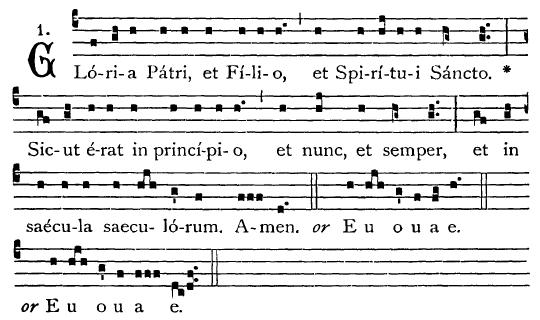
Partition du Gloria Patri tirée du Liber Usualis, montrant deux options d'euouae.

Euouae est un mnémonique utilisé dans la musique médiévale et le chant grégorien pour représenter la séquence de neumes correspondant au passage « saeculorum, Amen » du Gloria Patri.
Selon le livre Guinness des records, il constitue le plus long mot de la langue anglaise composé uniquement de voyelles.